# Carla Porta Musa
Carla Porta Musa ( Como, 15 maart 1902 – aldaar, 10 oktober 2012) was een Italiaans essayist en poëet.
Ze werd geboren in het Italiaanse stadje Como. Ze studeerde onder meer in Lausanne en Parijs.
In 1950 schreef ze haar eerste werk, genaamd 'Momenti Lirici'. Tot kort voor haar dood bleef ze publiceren.
Porta Musa overleed op 110-jarige leeftijd eveneens in Como (Valduce Hospital) en is daarmee een van de oudste mensen ooit, die buiten het feit van hun uitzonderlijke leeftijd, ook bekendheid genoten.

## Werken (selectie)
- Le tre zitelle, 2010
- Villa Elisabetta, 2008
- Lasciati prender per mano, 2007
- La ribelle incatenata, 2005
- Nel segno di Chiara, 1998
- Il cielo nel cuore, 1997
- Il suo cane ciao e altre storie, 1995
- Le stagioni di Chiara, 1994
- Il tuo cuore e il mio, 1992
- Lampi al magnesio, 1991
- La luna di traverso, 1965
- Il cortile, 1961
- Storia di Peter, 1960
- Girometta e Pampacoca, 1960
- La breve estate, 1959
- Liberata, 1958
- Virginia 1880, 1955
- Quaderno rosso, 1954
- Nuovi momenti lirici, 1953
- Momenti Lirici, 1950